# Амвросий Куцуридис
Амвросий (на гръцки: Αμβρόσιος, Амвросиос) е гръцки духовник, титулярен аргируполски епископ на Вселенската патриаршия от 2021 година.

## Биография
Роден е като Йоанис Куцуридис (Ιωάννης Κουτσουρίδης) в 1968 година в западмомакедонския град Лерин (Флорина), Гърция. По произход е от леринското село Долно Неволяни. Баща му е Георгиос Куцоридис от Долно Неволяни, а майка му Евтимия Сахиниду от Плешевица, и двамата понтийски гърци, дълги години трудовеи емигранти в Германия.
Завършва начално училище в Лерин, а след това учи в Духовното училище в Атина, коеот завършва в 1990 година. Служи в Леринската митрополия, където в 1991 година се замонашва. В същата година в катедралата „Свети Пантелеймон“ митрополит Августин Лерински го ръкополага за йеродякон.
Завършва Богословския факултет на Солунския университет в 1996 година. В същата 1996 година в църквата „Света Параскева“ е ръкоположен за йеромонах и получава офикията архимандрит от митрополит Августин. Изпълнява длъжността секретар на митрополит Августин, като отговаря за личната му кореспонденция. Служи като проповедник в Леринската епархията в 1996 - 1997 година. От 1998 до 2000 година пише докторат в Бонския университет, специализирайки византология. След това служи като ефимерий на храма „Свети Йоан Предтеча“ в енория Брюл, Веселинг и Ойскирхен в Германия и като протосингел на Германската епархия от 2001 до 2021 година.
На 3 юли 2021 година в храма „Свети Андрей“ в Дюселдорф е ръкоположен за титулярен аргируполски епископ, викарен епископ на Германската епархия. Ръкополагането е извършено от митрополит Августин Германски, в съслужение с архиепископ Елпифидор Американски, митрополитите Мелитон Филаделфийски, Атинагор Белгийски, Юстин Неакринийски и епископите Евмений Левкийски, Вартоломей Арианзки, Апостол Мидийски и Атинагор Назианзки.